# Liste der Mitglieder des US-Repräsentantenhauses aus Kentucky

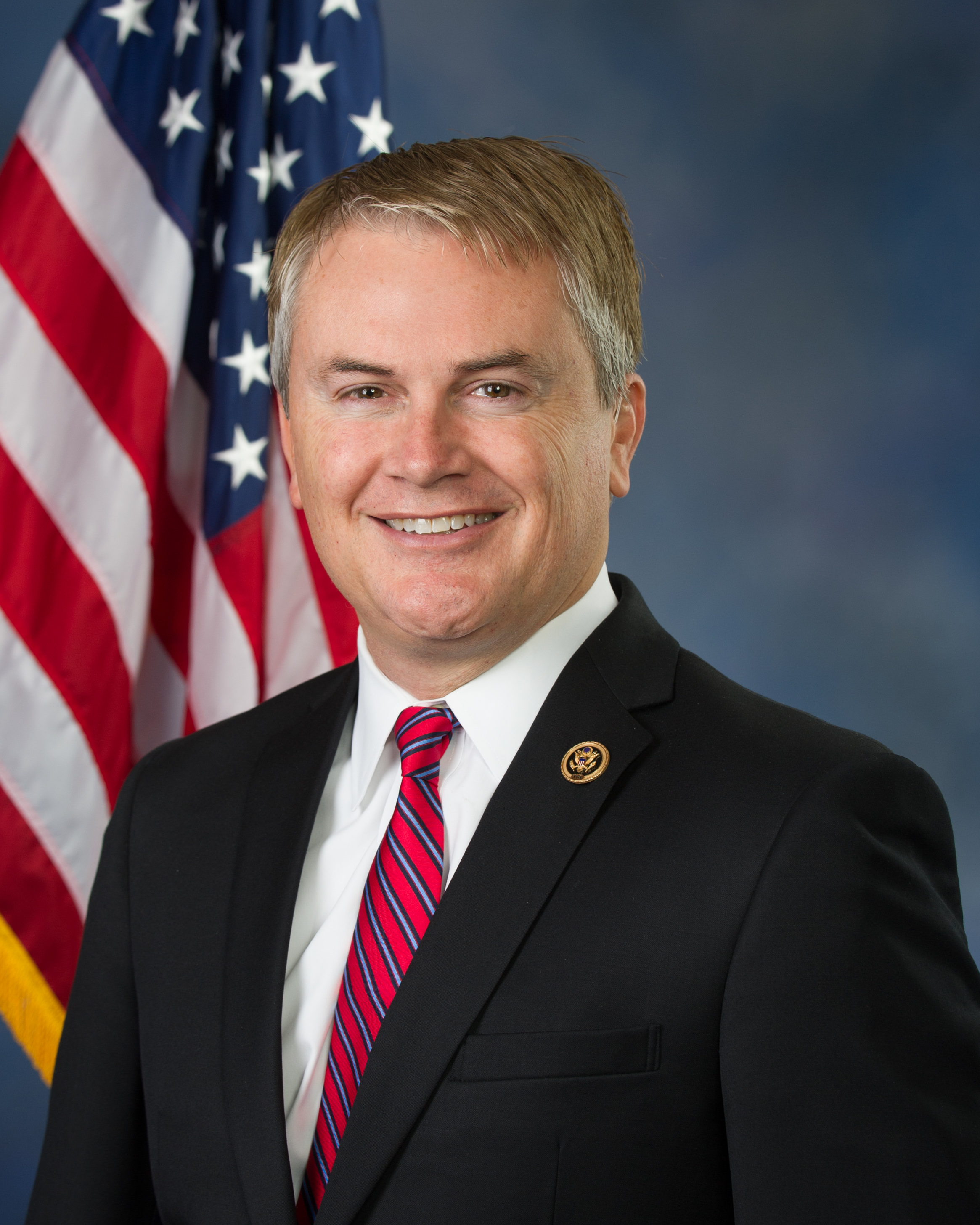
James Comer, derzeitiger Vertreter des ersten Kongresswahlbezirks von Kentucky

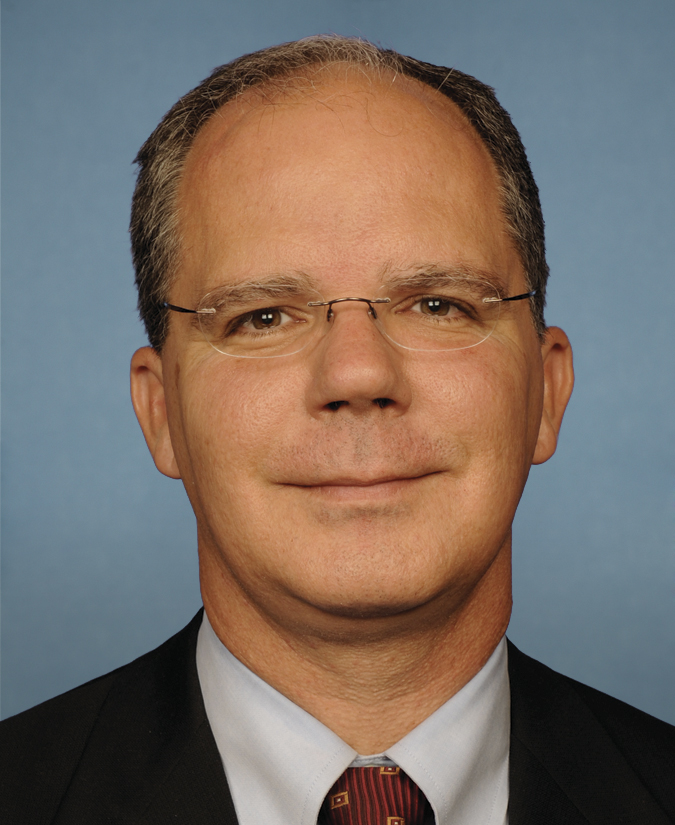
Brett Guthrie, derzeitiger Vertreter des zweiten Kongresswahlbezirks von Kentucky

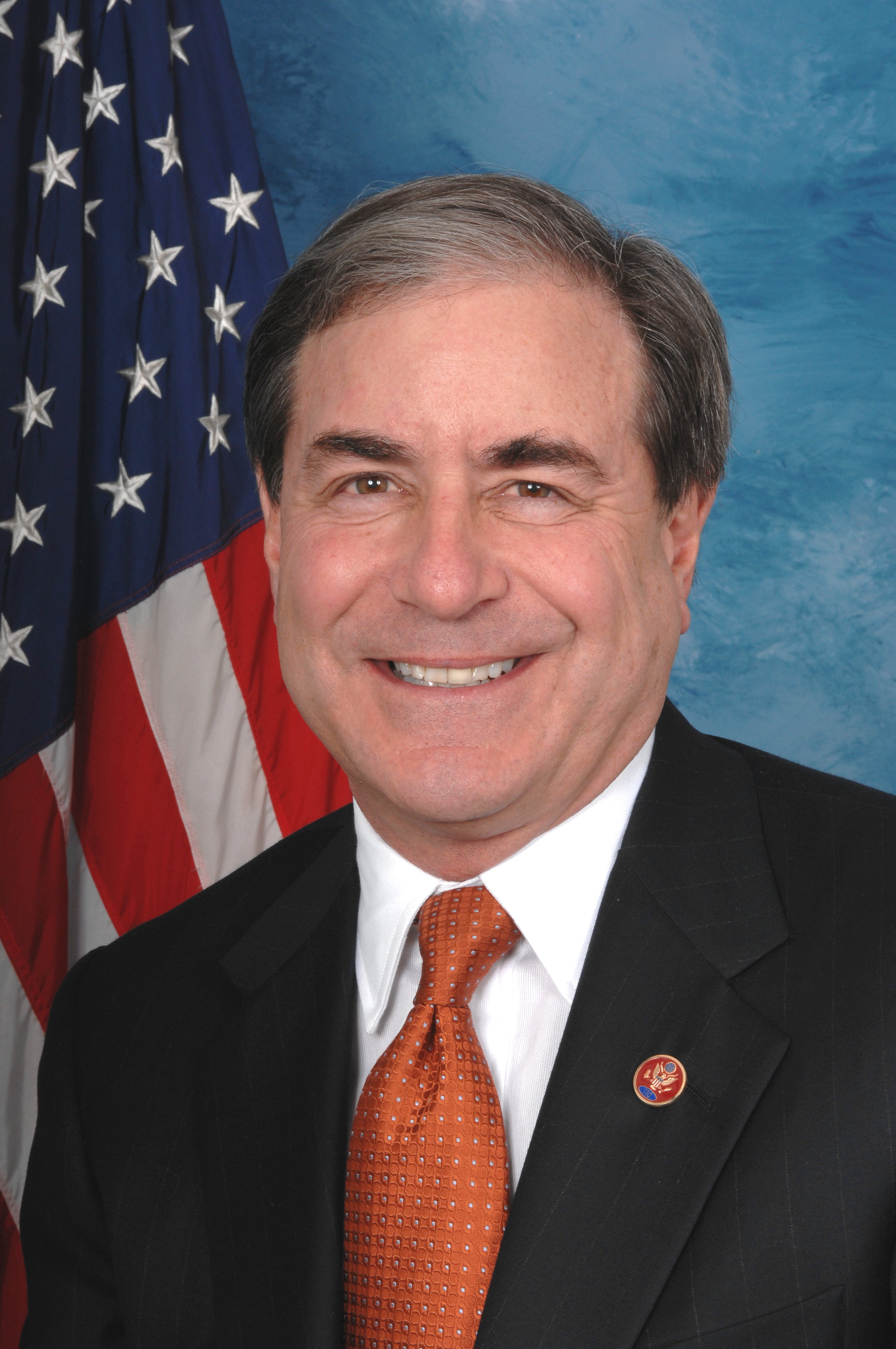
John Yarmuth, derzeitiger Vertreter des dritten Kongresswahlbezirks von Kentucky

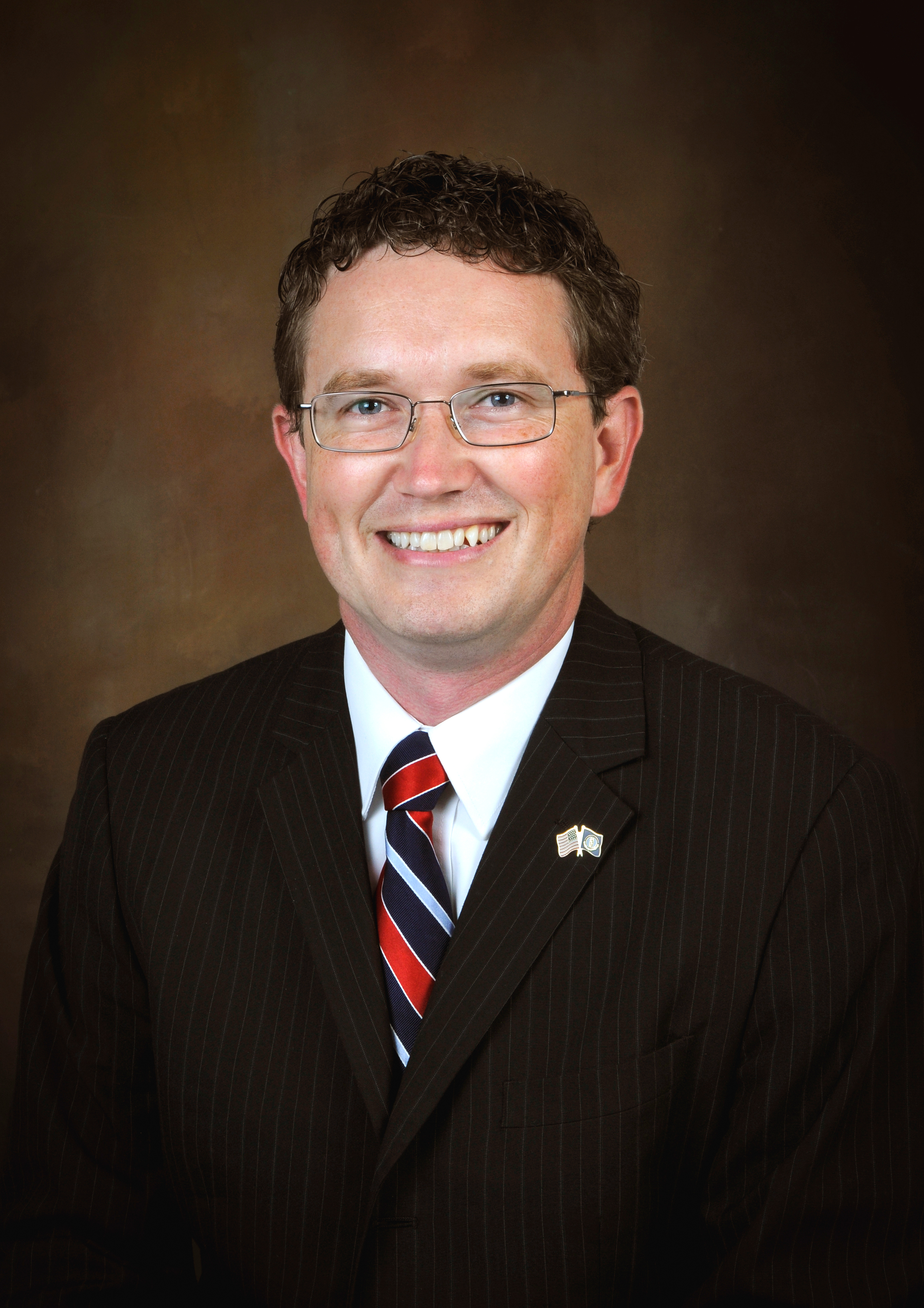
Thomas Massie, derzeitiger Vertreter des vierten Kongresswahlbezirks von Kentucky

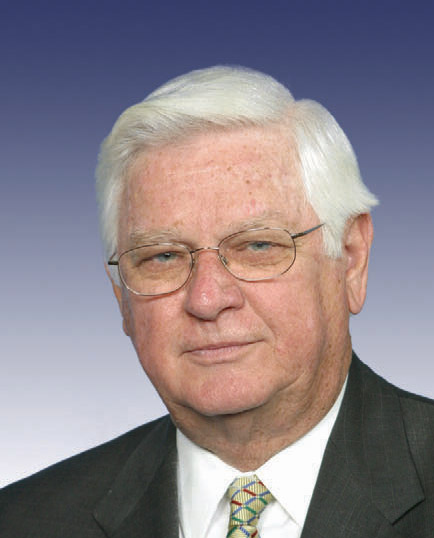
Hal Rogers, derzeitiger Vertreter des fünften Kongresswahlbezirks von Kentucky

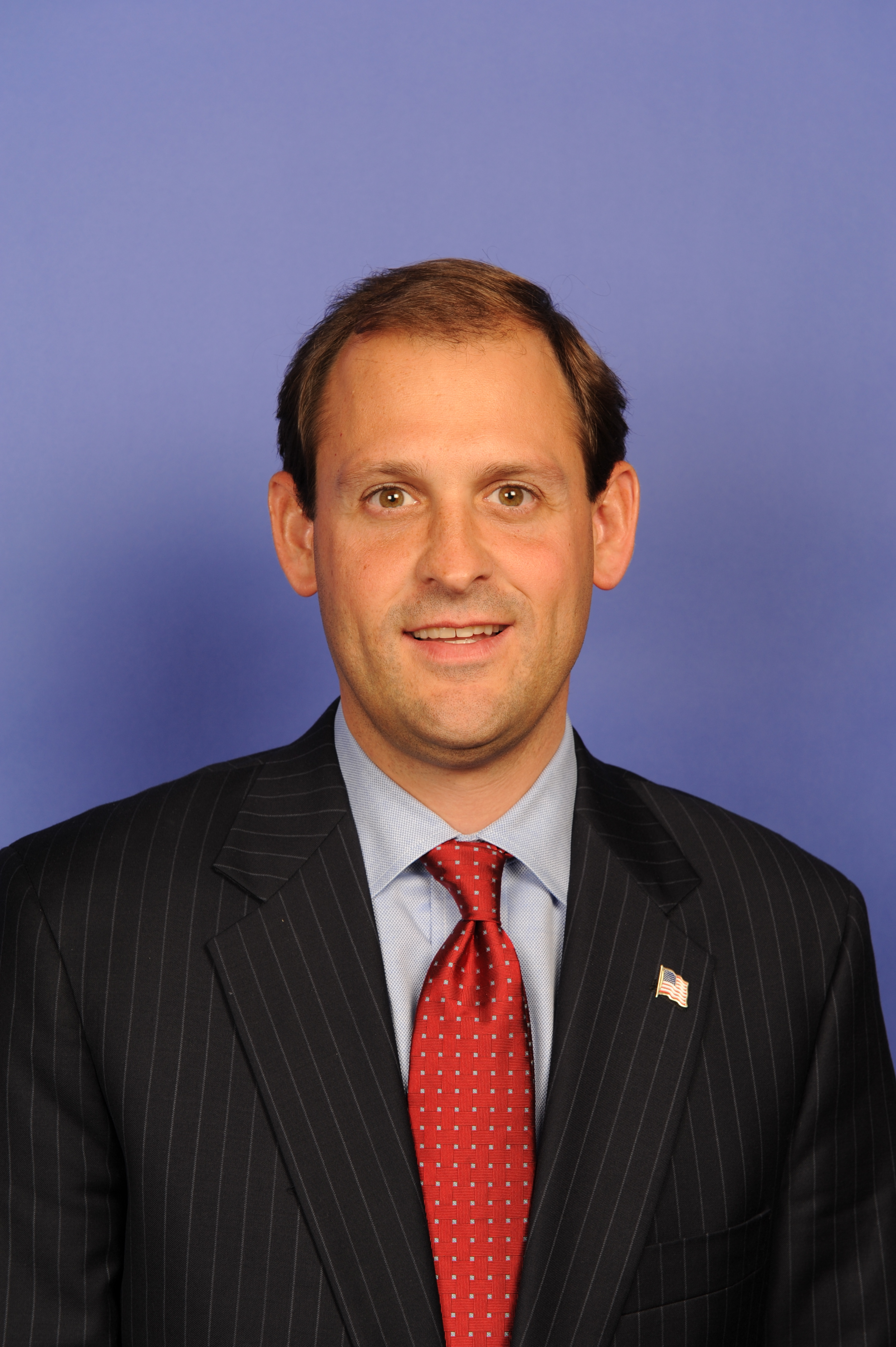
Andy Barr, derzeitiger Vertreter des sechsten Kongresswahlbezirks von Kentucky

Diese Liste führt alle Politiker auf, die seit 1792 für den Bundesstaat Kentucky dem Repräsentantenhaus der Vereinigten Staaten angehört haben. Bevor sich der Staat von Virginia abgespalten hatte, wurde das Gebiet des ehemaligen Kentucky County vom 4. März 1789 bis zum 1. Juni 1792 durch John Brown im ersten und zweiten Kongress vertreten. Nach seiner Staatsgründung schickte Kentucky zunächst zwei Abgeordnete nach Washington; diese Zahl stieg bereits 1806 auf sechs an. Zwischen 1833 und 1843 wurde schließlich der Höchststand von 13 Abgeordneten erreicht. Danach bewegte sich die Zahl der Mandate, bedingt durch Anpassungen nach den jeweiligen Volkszählungen, zunächst zwischen neun und elf, ehe sie ab 1953 dauerhaft niedriger wurde und 1993 schließlich auf sechs sank. Gewählt wurde fast ausnahmslos getrennt nach Wahlbezirken; das war nur 1932 anders, als ein einziges Mal sämtliche neun Sitze staatsweit („at-large“) vergeben wurden.
Mit Richard Mentor Johnson, John C. Breckinridge und Alben W. Barkley saßen drei spätere US-Vizepräsidenten für Kentucky im Repräsentantenhaus.

## 1. Sitz (seit 1792)
| Name                       | Amtszeit                           | Partei                |
| -------------------------- | ---------------------------------- | --------------------- |
| Alexander Dalrymple Orr    | 8. November 1792 – 3. März 1797    | Democratic Republican |
| Thomas Terry Davis         | 4. März 1797 – 3. März 1803        | Democratic Republican |
| Matthew Lyon               | 4. März 1803 – 3. März 1811        | Democratic Republican |
| Anthony New                | 4. März 1811 – 3. März 1813        | Democratic Republican |
| James Clark                | 4. März 1813 – 8. April 1816       | Democratic Republican |
| Thomas Fletcher            | 2. Dezember 1816 – 3. März 1817    | Democratic Republican |
| David Trimble              | 4. März 1817 – 3. März 1827        | Democratic Republican |
| Henry Daniel               | 4. März 1827 – 3. März 1833        | Demokrat              |
| Chittenden Lyon            | 4. März 1833 – 3. März 1835        | Demokrat              |
| Linn Boyd                  | 4. März 1835 – 3. März 1837        | Demokrat              |
| John L. Murray             | 4. März 1837 – 3. März 1839        | Demokrat              |
| Linn Boyd                  | 4. März 1839 – 3. März 1855        | Demokrat              |
| Henry Cornelius Burnett    | 4. März 1855 – 3. Dezember 1861    | Demokrat              |
| Samuel Lewis Casey         | 10. März 1862 – 3. März 1863       | Unionist              |
| Lucien Anderson            | 4. März 1863 – 3. März 1865        | Unionist              |
| Lawrence Strother Trimble  | 4. März 1865 – 3. März 1871        | Demokrat              |
| Edward Crossland           | 4. März 1871 – 3. März 1875        | Demokrat              |
| Andrew Rechmond Boone      | 4. März 1875 – 3. März 1879        | Demokrat              |
| Oscar Turner I             | 4. März 1879 – 3. März 1885        | Unabhängiger          |
| William Johnson Stone      | 4. März 1885 – 3. März 1895        | Demokrat              |
| John Kerr Hendrick         | 4. März 1895 – 3. März 1897        | Demokrat              |
| Charles Kennedy Wheeler    | 4. März 1897 – 3. März 1903        | Demokrat              |
| Ollie Murray James         | 4. März 1903 – 3. März 1913        | Demokrat              |
| Alben William Barkley      | 4. März 1913 – 3. März 1927        | Demokrat              |
| William Voris Gregory      | 4. März 1927 – 10. Oktober 1936    | Demokrat              |
| Noble Jones Gregory        | 3. Januar 1937 – 3. Januar 1959    | Demokrat              |
| Frank Albert Stubblefield  | 3. Januar 1959 – 3. Januar 1975    | Demokrat              |
| Carroll Hubbard            | 3. Januar 1975 – 3. Januar 1993    | Demokrat              |
| Thomas Jefferson Barlow    | 3. Januar 1993 – 3. Januar 1995    | Demokrat              |
| Wayne Edward Whitfield     | 3. Januar 1995 – 6. September 2016 | Republikaner          |
| James Richardson Comer Jr. | 14. November 2016 –                | Republikaner          |

## 2. Sitz (seit 1792)
| Name                      | Amtszeit                          | Partei                |
| ------------------------- | --------------------------------- | --------------------- |
| Christopher Greenup       | 9. November 1792 – 3. März 1797   | Democratic Republican |
| John Fowler               | 4. März 1797 – 3. März 1803       | Democratic Republican |
| John Boyle                | 4. März 1803 – 3. März 1809       | Democratic Republican |
| Samuel McKee I            | 4. März 1809 – 3. März 1813       | Democratic Republican |
| Henry Clay                | 4. März 1813 – 19. Januar 1814    | Democratic Republican |
| Joseph H. Hawkins         | 29. März 1814 – 3. März 1815      | Democratic Republican |
| Henry Clay                | 4. März 1815 – 3. März 1821       | Democratic Republican |
| Samuel Hughes Woodson     | 4. März 1821 – 3. März 1823       | parteilos             |
| Thomas Metcalfe           | 4. März 1823 – 1. Juni 1828       | Democratic Republican |
| John Chambers             | 1. Dezember 1828 – 3. März 1829   | Nationalrepublikaner  |
| Nicholas Daniel Coleman   | 4. März 1829 – 3. März 1831       | Demokrat              |
| Thomas Alexander Marshall | 4. März 1831 – 3. März 1833       | Nationalrepublikaner  |
| Albert Gallatin Hawes     | 4. März 1833 – 3. März 1837       | Demokrat              |
| Edward Rumsey             | 4. März 1837 – 3. März 1839       | Whig                  |
| Philip Triplett           | 4. März 1839 – 3. März 1843       | Whig                  |
| Willis Green              | 4. März 1843 – 3. März 1845       | Whig                  |
| John Hardin McHenry       | 4. März 1845 – 3. März 1847       | Whig                  |
| Beverly Leonidas Clarke   | 4. März 1847 – 3. März 1849       | Demokrat              |
| James Leeper Johnson      | 4. März 1849 – 3. März 1851       | Whig                  |
| Benjamin Edwards Grey     | 4. März 1851 – 3. März 1855       | Whig                  |
| John Pierce Campbell      | 4. März 1855 – 3. März 1857       | American Party        |
| Samuel Oldham Peyton      | 4. März 1857 – 3. März 1861       | Demokrat              |
| James Streshly Jackson    | 4. März 1861 – 13. Dezember 1861  | Unionist              |
| George Helm Yeaman        | 1. Dezember 1862 – 3. März 1865   | Unionist              |
| Burwell Clark Ritter      | 4. März 1865 – 3. März 1867       | Demokrat              |
| Samuel McKee II           | 22. Juni 1868 – 3. März 1869      | Republikaner          |
| William Northcut Sweeney  | 4. März 1869 – 3. März 1871       | Demokrat              |
| Henry Davis McHenry       | 4. März 1871 – 3. März 1873       | Demokrat              |
| John Young Brown          | 4. März 1873 – 3. März 1877       | Demokrat              |
| James Andrew McKenzie     | 4. März 1877 – 3. März 1883       | Demokrat              |
| James Franklin Clay       | 4. März 1883 – 3. März 1885       | Demokrat              |
| Polk Laffoon              | 4. März 1885 – 3. März 1889       | Demokrat              |
| William Thomas Ellis      | 4. März 1889 – 3. März 1895       | Demokrat              |
| John Daniel Clardy        | 4. März 1895 – 3. März 1899       | Demokrat              |
| Henry Dixon Allen         | 4. März 1899 – 3. März 1903       | Demokrat              |
| Augustus Owsley Stanley   | 4. März 1903 – 3. März 1915       | Demokrat              |
| David Hayes Kincheloe     | 4. März 1915 – 5. Oktober 1930    | Demokrat              |
| John Lloyd Dorsey         | 4. November 1930 – 3. März 1931   | Demokrat              |
| Glover H. Cary            | 4. März 1931 – 5. Dezember 1936   | Demokrat              |
| Beverly Mills Vincent     | 2. März 1937 – 3. Januar 1945     | Demokrat              |
| Earle Chester Clements    | 3. Januar 1945 – 6. Januar 1948   | Demokrat              |
| John Albert Whitaker      | 7. April 1948 – 15. Dezember 1951 | Demokrat              |
| Garrett Lee Withers       | 2. August 1952 – 30. April 1953   | Demokrat              |
| William Huston Natcher    | 1. August 1953 – 29. März 1994    | Demokrat              |
| Ronald E. Lewis           | 26. Mai 1994 – 3. Januar 2009     | Republikaner          |
| Steven Brett Guthrie      | 3. Januar 2009 –                  | Republikaner          |

## 3. Sitz (seit 1803)
| Name                             | Amtszeit                            | Partei                |
| -------------------------------- | ----------------------------------- | --------------------- |
| Matthew Walton                   | 4. März 1803 – 3. März 1807         | Democratic Republican |
| John Rowan                       | 4. März 1807 – 3. März 1809         | Democratic Republican |
| Henry Crist                      | 4. März 1809 – 3. März 1811         | Democratic Republican |
| Stephen Ormsby                   | 4. März 1811 – 3. März 1813         | Democratic Republican |
| Richard Mentor Johnson           | 4. März 1813 – 3. März 1819         | Democratic Republican |
| William Brown                    | 4. März 1819 – 3. März 1821         | Democratic Republican |
| John Telemachus Johnson          | 4. März 1821 – 3. März 1823         | Democratic Republican |
| Henry Clay                       | 4. März 1823 – 6. März 1825         | Democratic Republican |
| James Clark                      | 1. August 1825 – 3. März 1831       | Democratic Republican |
| Chilton Allan                    | 4. März 1831 – 3. März 1833         | Nationalrepublikaner  |
| Christopher Tompkins             | 4. März 1833 – 3. März 1835         | Nationalrepublikaner  |
| Joseph Rogers Underwood          | 4. März 1835 – 3. März 1843         | Whig                  |
| Henry Grider                     | 4. März 1843 – 3. März 1847         | Whig                  |
| Samuel Oldham Peyton             | 4. März 1847 – 3. März 1849         | Demokrat              |
| Finis Ewing McLean               | 4. März 1849 – 3. März 1851         | Whig                  |
| Presley Underwood Ewing          | 4. März 1851 – 27. September 1854   | Whig                  |
| Francis Marion Bristow           | 4. Dezember 1854 – 3. März 1855     | Whig                  |
| Warner Lewis Underwood           | 4. März 1855 – 3. März 1859         | American Party        |
| Francis Marion Bristow           | 4. März 1859 – 3. März 1861         | Opposition Party      |
| Henry Grider                     | 4. März 1861 – 7. September 1866    | Unionist              |
| Elijah Hise                      | 3. Dezember 1866 – 8. Mai 1867      | Demokrat              |
| Jacob Shall Golladay             | 5. Dezember 1867 – 28. Februar 1870 | Demokrat              |
| Joseph Horace Lewis              | 10. Mai 1870 – 3. März 1873         | Demokrat              |
| Charles William Milliken         | 4. März 1873 – 3. März 1877         | Demokrat              |
| John William Caldwell            | 4. März 1877 – 3. März 1883         | Demokrat              |
| John Edward Halsell              | 4. März 1883 – 3. März 1887         | Demokrat              |
| Whiteside Godfrey Hunter         | 4. März 1887 – 3. März 1889         | Republikaner          |
| Isaac Goodnight                  | 4. März 1889 – 3. März 1895         | Demokrat              |
| Whiteside Godfrey Hunter         | 4. März 1895 – 3. März 1897         | Republikaner          |
| John Stockdale Rhea              | 4. März 1897 – 25. März 1902        | Demokrat              |
| John McKenzie Moss               | 25. März 1902 – 3. März 1903        | Republikaner          |
| John Stockdale Rhea              | 4. März 1903 – 3. März 1905         | Demokrat              |
| James Montgomery Richardson      | 4. März 1905 – 3. März 1907         | Demokrat              |
| Addison James                    | 4. März 1907 – 3. März 1909         | Republikaner          |
| Robert Young Thomas              | 4. März 1909 – 3. September 1925    | Demokrat              |
| John William Moore               | 26. Dezember 1925 – 3. März 1929    | Demokrat              |
| Charles Wickliffe Roark          | 4. März 1929 – 5. April 1929        | Republikaner          |
| John William Moore               | 1. Juni 1929 – 3. März 1933         | Demokrat              |
| Finley Hamilton                  | 4. März 1933 – 3. Januar 1935       | Demokrat              |
| Emmet O’Neal                     | 3. Januar 1935 – 3. Januar 1947     | Demokrat              |
| Thruston Ballard Morton          | 3. Januar 1947 – 3. Januar 1953     | Republikaner          |
| John Marshall Robsion Jr.        | 3. Januar 1953 – 3. Januar 1959     | Republikaner          |
| Frank Welsh Burke                | 3. Januar 1959 – 3. Januar 1963     | Demokrat              |
| Marion Eugene Snyder             | 3. Januar 1963 – 3. Januar 1965     | Republikaner          |
| Charles Rowland Peaslee Farnsley | 3. Januar 1965 – 3. Januar 1967     | Demokrat              |
| William Owen Cowger              | 3. Januar 1967 – 3. Januar 1971     | Republikaner          |
| Romano Louis Mazzoli             | 3. Januar 1971 – 3. Januar 1995     | Demokrat              |
| Michael Delavan Ward             | 3. Januar 1995 – 3. Januar 1997     | Demokrat              |
| Anne Meagher Northup             | 3. Januar 1997 – 3. Januar 2007     | Republikaner          |
| John Allan Yarmuth               | 3. Januar 2007 –                    | Demokrat              |

## 4. Sitz (seit 1803)
| Name                        | Amtszeit                            | Partei                |
| --------------------------- | ----------------------------------- | --------------------- |
| Thomas Sandford             | 4. März 1803 – 3. März 1807         | Democratic Republican |
| Richard Mentor Johnson      | 4. März 1807 – 3. März 1813         | Democratic Republican |
| Joseph Desha                | 4. März 1813 – 3. März 1819         | Democratic Republican |
| Thomas Metcalfe             | 4. März 1819 – 3. März 1823         | Democratic Republican |
| Robert Perkins Letcher      | 4. März 1823 – 3. März 1833         | Democratic Republican |
| Martin Beaty                | 4. März 1833 – 3. März 1835         | Nationalrepublikaner  |
| Sherrod Williams            | 4. März 1835 – 3. März 1841         | Whig                  |
| Bryan Young Owsley          | 4. März 1841 – 3. März 1843         | Whig                  |
| George Alfred Caldwell      | 4. März 1843 – 3. März 1845         | Demokrat              |
| Joshua Fry Bell             | 4. März 1845 – 3. März 1847         | Whig                  |
| Aylette Buckner             | 4. März 1847 – 3. März 1849         | Whig                  |
| George Alfred Caldwell      | 4. März 1849 – 3. März 1851         | Demokrat              |
| William Thomas Ward         | 4. März 1851 – 3. März 1853         | Whig                  |
| James Stone Chrisman        | 4. März 1853 – 3. März 1855         | Demokrat              |
| Albert Gallatin Talbott     | 4. März 1855 – 3. März 1859         | Demokrat              |
| William Clayton Anderson    | 4. März 1859 – 3. März 1861         | Opposition Party      |
| Aaron Harding               | 4. März 1861 – 3. März 1867         | Unionist              |
| James Proctor Knott         | 4. März 1867 – 3. März 1871         | Demokrat              |
| William Brown Read          | 4. März 1871 – 3. März 1875         | Demokrat              |
| James Proctor Knott         | 4. März 1875 – 3. März 1883         | Demokrat              |
| Thomas Austin Robertson     | 4. März 1883 – 3. März 1887         | Demokrat              |
| Alexander Brooks Montgomery | 4. März 1887 – 3. März 1895         | Demokrat              |
| John William Lewis          | 4. März 1895 – 3. März 1897         | Republikaner          |
| David Highbaugh Smith       | 4. März 1897 – 3. März 1907         | Demokrat              |
| Ben Johnson                 | 4. März 1907 – 3. März 1927         | Demokrat              |
| Henry DeHaven Moorman       | 4. März 1927 – 3. März 1929         | Demokrat              |
| John Durrett Craddock       | 4. März 1929 – 3. März 1931         | Republikaner          |
| Cap Robert Carden           | 4. März 1931 – 13. Juni 1935        | Demokrat              |
| Edward Wester Creal         | 5. November 1935 – 13. Oktober 1943 | Demokrat              |
| Chester Otto Carrier        | 30. November 1943 – 3. Januar 1945  | Republikaner          |
| Frank Leslie Chelf          | 3. Januar 1945 – 3. Januar 1967     | Demokrat              |
| Marion Eugene Snyder        | 3. Januar 1967 – 3. Januar 1987     | Republikaner          |
| James Paul David Bunning    | 3. Januar 1987 – 3. Januar 1999     | Republikaner          |
| Kenneth Ray Lucas           | 3. Januar 1999 – 3. Januar 2005     | Demokrat              |
| Geoffrey C. Davis           | 3. Januar 2005 – 31. Juli 2012      | Republikaner          |
| Thomas Harold Massie        | 6. November 2012 –                  | Republikaner          |

## 5. Sitz (seit 1803)
| Name                       | Amtszeit                        | Partei                |
| -------------------------- | ------------------------------- | --------------------- |
| John Fowler                | 4. März 1803 – 3. März 1807     | Democratic Republican |
| Benjamin Howard            | 4. März 1807 – 10. April 1810   | Democratic Republican |
| William Taylor Barry       | 8. August 1810 – 3. März 1811   | Democratic Republican |
| Henry Clay                 | 4. März 1811 – 3. März 1813     | Democratic Republican |
| William Pope Duval         | 4. März 1813 – 3. März 1815     | Democratic Republican |
| Alney McLean               | 4. März 1815 – 3. März 1817     | Democratic Republican |
| Anthony New                | 4. März 1817 – 3. März 1819     | Democratic Republican |
| Alney McLean               | 4. März 1819 – 3. März 1821     | Democratic Republican |
| Anthony New                | 4. März 1821 – 3. März 1823     | Democratic Republican |
| John Telemachus Johnson    | 4. März 1823 – 3. März 1825     | Democratic Republican |
| James Johnson              | 4. März 1825 – 13. August 1826  | Democratic Republican |
| Robert Lytle McHatton      | 7. Dezember 1826 – 3. März 1829 | Democratic Republican |
| Richard Mentor Johnson     | 4. März 1829 – 3. März 1833     | Democratic Republican |
| Robert Perkins Letcher     | 6. August 1834 – 3. März 1835   | Nationalrepublikaner  |
| James Harlan               | 4. März 1835 – 3. März 1839     | Whig                  |
| Simeon H. Anderson         | 4. März 1839 – 11. August 1840  | Whig                  |
| John Burton Thompson       | 7. Dezember 1840 – 3. März 1843 | Whig                  |
| James W. Stone             | 4. März 1843 – 3. März 1845     | Demokrat              |
| Bryan Rust Young           | 4. März 1845 – 3. März 1847     | Whig                  |
| John Burton Thompson       | 4. März 1847 – 3. März 1851     | Whig                  |
| James W. Stone             | 4. März 1851 – 3. März 1853     | Demokrat              |
| Clement Sidney Hill        | 4. März 1853 – 3. März 1855     | Whig                  |
| Joshua Husband Jewett      | 4. März 1855 – 3. März 1859     | Demokrat              |
| John Young Brown           | 4. März 1859 – 3. März 1861     | Demokrat              |
| Charles Anderson Wickliffe | 4. März 1861 – 3. März 1863     | Unionist              |
| Robert Mallory             | 4. März 1863 – 3. März 1865     | Unionist              |
| Lovell Harrison Rousseau   | 4. März 1865 – 3. März 1867     | Unionist              |
| Asa Porter Grover          | 3. Dezember 1867 – 3. März 1869 | Demokrat              |
| Boyd Winchester            | 4. März 1869 – 3. März 1873     | Demokrat              |
| Elisha David Standiford    | 4. März 1873 – 3. März 1875     | Demokrat              |
| Edward Young Parsons       | 4. März 1875 – 8. Juli 1876     | Demokrat              |
| Henry Watterson            | 12. August 1876 – 3. März 1877  | Demokrat              |
| Albert Shelby Willis       | 4. März 1877 – 3. März 1887     | Demokrat              |
| Asher Graham Caruth        | 4. März 1887 – 3. März 1895     | Demokrat              |
| Walter Evans               | 4. März 1895 – 3. März 1899     | Republikaner          |
| Oscar Turner II            | 4. März 1899 – 3. März 1901     | Demokrat              |
| Harvey Samuel Irwin        | 4. März 1901 – 3. März 1903     | Republikaner          |
| Joseph Swagar Sherley      | 4. März 1903 – 3. März 1919     | Demokrat              |
| Charles Franklin Ogden     | 4. März 1919 – 3. März 1923     | Republikaner          |
| Maurice Hudson Thatcher    | 4. März 1923 – 3. März 1933     | Republikaner          |
| Brent Spence               | 4. März 1933 – 3. Januar 1963   | Demokrat              |
| Eugene Siler               | 3. Januar 1963 – 3. Januar 1965 | Republikaner          |
| Tim Lee Carter             | 3. Januar 1965 – 3. Januar 1981 | Republikaner          |
| Harold Dallas Rogers       | 3. Januar 1981 –                | Republikaner          |

## 6. Sitz (seit 1803)
| Name                     | Amtszeit                            | Partei                |
| ------------------------ | ----------------------------------- | --------------------- |
| George Michael Bedinger  | 4. März 1803 – 3. März 1807         | Democratic Republican |
| Joseph Desha             | 4. März 1807 – 3. März 1813         | Democratic Republican |
| Solomon Porcius Sharp    | 4. März 1813 – 3. März 1817         | Democratic Republican |
| David Walker             | 4. März 1817 – 1. März 1820         | Democratic Republican |
| Francis Johnson          | 13. November 1820 – 3. März 1823    | Democratic Republican |
| David White              | 4. März 1823 – 3. März 1825         | Democratic Republican |
| Joseph Lecompte          | 4. März 1825 – 3. März 1833         | Democratic Republican |
| Thomas Chilton           | 4. März 1833 – 3. März 1835         | Nationalrepublikaner  |
| John Calhoon             | 4. März 1835 – 3. März 1839         | Whig                  |
| Willis Green             | 4. März 1839 – 3. März 1843         | Whig                  |
| John White               | 4. März 1843 – 3. März 1845         | Whig                  |
| John Preston Martin      | 4. März 1845 – 3. März 1847         | Demokrat              |
| Green Adams              | 4. März 1847 – 3. März 1849         | Whig                  |
| Daniel Breck             | 4. März 1849 – 3. März 1851         | Whig                  |
| Addison White            | 4. März 1851 – 3. März 1853         | Whig                  |
| John Milton Elliott      | 4. März 1853 – 3. März 1859         | Demokrat              |
| Green Adams              | 4. März 1859 – 3. März 1861         | Opposition Party      |
| George Washington Dunlap | 4. März 1861 – 3. März 1863         | Unionist              |
| Green Clay Smith         | 4. März 1863 – 1866                 | Unionist              |
| Andrew Harrison Ward     | 3. Dezember 1866 – 3. März 1867     | Demokrat              |
| John Young Brown         | 4. März 1859 – 3. März 1861         | Demokrat              |
| Thomas Laurens Jones     | 3. Dezember 1867 – 3. März 1871     | Demokrat              |
| William Evans Arthur     | 4. März 1871 – 3. März 1875         | Demokrat              |
| Thomas Laurens Jones     | 4. März 1875 – 3. März 1877         | Demokrat              |
| John Griffin Carlisle    | 4. März 1877 – 26. Mai 1890         | Demokrat              |
| William Worth Dickerson  | 21. Juni 1890 – 3. März 1893        | Demokrat              |
| Albert Seaton Berry      | 4. März 1893 – 3. März 1901         | Demokrat              |
| Daniel Linn Gooch        | 4. März 1901 – 3. März 1905         | Demokrat              |
| Joseph Lafayette Rhinock | 4. März 1905 – 3. März 1911         | Demokrat              |
| Arthur Blythe Rouse      | 4. März 1911 – 3. März 1927         | Demokrat              |
| Orie Solomon Ware        | 4. März 1927 – 3. Januar 1929       | Demokrat              |
| Judson Lincoln Newhall   | 4. März 1929 – 3. März 1931         | Republikaner          |
| Brent Spence             | 4. März 1931 – 3. März 1933         | Demokrat              |
| Virgil Munday Chapman    | 4. März 1933 – 3. Januar 1949       | Demokrat              |
| Thomas Rust Underwood    | 3. Januar 1949 – 17. März 1951      | Demokrat              |
| John Clarence Watts      | 14. April 1951 – 24. September 1971 | Demokrat              |
| William Prather Curlin   | 4. Dezember 1971 – 3. Januar 1973   | Demokrat              |
| John Bayne Breckinridge  | 3. Januar 1973 – 3. Januar 1979     | Demokrat              |
| Larry Jones Hopkins      | 3. Januar 1979 – 3. Januar 1993     | Republikaner          |
| Henry Scott Baesler      | 3. Januar 1993 – 3. Januar 1999     | Demokrat              |
| Ernest Lee Fletcher      | 3. Januar 1999 – 8. Dezember 2003   | Republikaner          |
| Albert Benjamin Chandler | 17. Februar 2004 – 3. Januar 2013   | Demokrat              |
| Garland Hale Barr IV     | 3. Januar 2013 –                    | Republikaner          |

## 7. Sitz (1813–1993)
| Name                                  | Amtszeit                          | Partei                |
| ------------------------------------- | --------------------------------- | --------------------- |
| Samuel McKee I                        | 4. März 1813 – 3. März 1817       | Democratic Republican |
| George Robertson                      | 4. März 1817 – 1821               | Democratic Republican |
| John Speed Smith                      | 6. August 1821 – 3. März 1823     | Democratic Republican |
| Thomas Patrick Moore                  | 4. März 1823 – 3. März 1829       | Democratic Republican |
| John Kincaid                          | 4. März 1829 – 3. März 1831       | Demokrat              |
| John Adair                            | 4. März 1831 – 3. März 1833       | Demokrat              |
| Benjamin Hardin                       | 4. März 1833 – 3. März 1837       | Nationalrepublikaner  |
| John Pope                             | 4. März 1837 – 3. März 1843       | Whig                  |
| William Poindexter Thomasson          | 4. März 1843 – 3. März 1847       | Whig                  |
| William Garnett Duncan                | 4. März 1847 – 3. März 1849       | Whig                  |
| Humphrey Marshall                     | 4. März 1849 – 4. August 1852     | Whig                  |
| William Preston                       | 6. Dezember 1852 – 3. März 1855   | Whig                  |
| Humphrey Marshall                     | 4. März 1855 – 3. März 1859       | American Party        |
| Robert Mallory                        | 4. März 1859 – 3. März 1863       | Opposition Party      |
| Brutus Junius Clay                    | 4. März 1863 – 3. März 1865       | Unionist              |
| George Sea Shanklin                   | 4. März 1865 – 3. März 1867       | Demokrat              |
| James Burnie Beck                     | 4. März 1867 – 3. März 1875       | Demokrat              |
| Joseph Clay Stiles Blackburn          | 4. März 1875 – 3. März 1885       | Demokrat              |
| William Campbell Preston Breckinridge | 4. März 1885 – 3. März 1895       | Demokrat              |
| William Clarence Owens                | 4. März 1895 – 3. März 1897       | Demokrat              |
| Evan Evans Settle                     | 4. März 1897 – 16. November 1899  | Demokrat              |
| June Ward Gayle                       | 15. Januar 1900 – 3. März 1901    | Demokrat              |
| South Trimble                         | 4. März 1901 – 3. März 1907       | Demokrat              |
| William Preston Kimball               | 4. März 1907 – 3. März 1909       | Demokrat              |
| James Campbell Cantrill               | 4. März 1909 – 2. September 1923  | Demokrat              |
| Joseph Watkins Morris                 | 30. November 1923 – 3. März 1925  | Demokrat              |
| Virgil Munday Chapman                 | 4. März 1925 – 3. März 1929       | Demokrat              |
| Robert E. Lee Blackburn               | 4. März 1929 – 3. März 1931       | Republikaner          |
| Virgil Munday Chapman                 | 4. März 1931 – 3. März 1933       | Demokrat              |
| Andrew Jackson May                    | 4. März 1933 – 3. Januar 1947     | Demokrat              |
| Wendell Howes Meade                   | 3. Januar 1947 – 3. Januar 1949   | Republikaner          |
| Carl Dewey Perkins                    | 3. Januar 1949 – 3. August 1984   | Demokrat              |
| Carl Christopher Perkins              | 6. November 1984 – 3. Januar 1993 | Demokrat              |

## 8. Sitz (1813–1963)
| Name                        | Amtszeit                         | Partei                |
| --------------------------- | -------------------------------- | --------------------- |
| Stephen Ormsby              | 20. April 1813 – 3. März 1817    | Democratic Republican |
| Richard Clough Anderson     | 4. März 1817 – 3. März 1821      | Democratic Republican |
| Wingfield Bullock           | 4. März 1821 – 13. Oktober 1821  | Democratic Republican |
| James Douglas Breckinridge  | 21. November 1821 – 3. März 1823 | Democratic Republican |
| Richard Aylett Buckner      | 4. März 1823 – 3. März 1829      | Democratic Republican |
| Nathan Gaither              | 4. März 1829 – 3. März 1833      | Demokrat              |
| Patrick Hamilton Pope       | 4. März 1833 – 3. März 1835      | Demokrat              |
| William Jordan Graves       | 4. März 1835 – 3. März 1841      | Whig                  |
| James Cresap Sprigg         | 4. März 1841 – 3. März 1843      | Whig                  |
| Garrett Davis               | 4. März 1843 – 3. März 1847      | Whig                  |
| Charles Slaughter Morehead  | 4. März 1847 – 3. März 1851      | Whig                  |
| John Cabell Breckinridge    | 4. März 1851 – 3. März 1855      | Demokrat              |
| Alexander Keith Marshall    | 4. März 1855 – 3. März 1857      | American Party        |
| James Brown Clay            | 4. März 1857 – 3. März 1859      | Demokrat              |
| William Emmett Simms        | 4. März 1859 – 3. März 1861      | Demokrat              |
| John Jordan Crittenden      | 4. März 1861 – 3. März 1863      | Unionist              |
| William Harrison Randall    | 4. März 1863 – 3. März 1867      | Unionist              |
| George Madison Adams        | 4. März 1867 – 3. März 1873      | Demokrat              |
| Milton Jameson Durham       | 4. März 1873 – 3. März 1879      | Demokrat              |
| Philip Burton Thompson      | 4. März 1879 – 3. März 1885      | Demokrat              |
| James Bennett McCreary      | 4. März 1885 – 3. März 1897      | Demokrat              |
| George Mosby Davison        | 4. März 1897 – 3. März 1899      | Republikaner          |
| George Gilmore Gilbert      | 4. März 1899 – 3. März 1907      | Demokrat              |
| Harvey Helm                 | 4. März 1907 – 3. März 1919      | Demokrat              |
| King Swope                  | 1. August 1919 – 3. März 1921    | Republikaner          |
| Ralph Waldo Emerson Gilbert | 4. März 1921 – 3. März 1929      | Demokrat              |
| Lewis Leavell Walker        | 4. März 1929 – 3. März 1931      | Republikaner          |
| Ralph Waldo Emerson Gilbert | 4. März 1931 – 3. März 1933      | Demokrat              |
| Frederick Moore Vinson      | 4. März 1933 – 27. Mai 1938      | Demokrat              |
| Joseph Bengal Bates         | 4. Juni 1938 – 3. Januar 1953    | Demokrat              |
| James Stephen Golden        | 4. Januar 1953 – 3. Januar 1955  | Republikaner          |
| Eugene Siler                | 3. Januar 1955 – 3. Januar 1963  | Republikaner          |

## 9. Sitz (1813–1953)
| Name                       | Amtszeit                          | Partei                |
| -------------------------- | --------------------------------- | --------------------- |
| Samuel Hopkins             | 4. März 1813 – 3. März 1815       | Democratic Republican |
| Micah Taul                 | 4. März 1815 – 3. März 1817       | Democratic Republican |
| Tunstall Quarles           | 4. März 1817 – 15. Juni 1820      | Democratic Republican |
| Thomas Montgomery          | 1. August 1820 – 3. März 1823     | Democratic Republican |
| Charles Anderson Wickliffe | 4. März 1823 – 3. März 1833       | Democratic Republican |
| James Love                 | 4. März 1833 – 3. März 1835       | Nationalrepublikaner  |
| John White                 | 4. März 1835 – 3. März 1843       | Whig                  |
| Richard French             | 4. März 1843 – 3. März 1845       | Demokrat              |
| Andrew Alkire Trumbo       | 4. März 1845 – 3. März 1847       | Whig                  |
| Richard French             | 4. März 1847 – 3. März 1849       | Demokrat              |
| John Calvin Mason          | 4. März 1849 – 3. März 1853       | Demokrat              |
| Leander Martin Cox         | 4. März 1853 – 3. März 1857       | Whig                  |
| John Calvin Mason          | 4. März 1857 – 3. März 1859       | Demokrat              |
| Laban Theodore Moore       | 4. März 1859 – 3. März 1861       | Opposition Party      |
| William Henry Wadsworth    | 4. März 1861 – 3. März 1865       | Unionist              |
| Samuel McKee II            | 4. März 1865 – 3. März 1867       | Unionist              |
| John McConnell Rice        | 4. März 1869 – 3. März 1873       | Demokrat              |
| George Madison Adams       | 4. März 1873 – 3. März 1875       | Demokrat              |
| John Daugherty White       | 4. März 1875 – 3. März 1877       | Republikaner          |
| Thomas Turner              | 4. März 1877 – 3. März 1881       | Demokrat              |
| John Daugherty White       | 4. März 1881 – 3. März 1883       | Republikaner          |
| William Wirt Culbertson    | 4. März 1883 – 3. März 1885       | Republikaner          |
| William Henry Wadsworth    | 4. März 1885 – 3. März 1887       | Republikaner          |
| George Morgan Thomas       | 4. März 1887 – 3. März 1889       | Republikaner          |
| Thomas Hanson Paynter      | 4. März 1889 – 5. Januar 1995     | Demokrat              |
| Samuel Johnson Pugh        | 4. März 1895 – 3. März 1901       | Republikaner          |
| James Nicholas Kehoe       | 4. März 1901 – 3. März 1905       | Demokrat              |
| Joseph Bentley Bennett     | 4. März 1905 – 3. März 1911       | Republikaner          |
| William Jason Fields       | 4. März 1911 – 11. Dezember 1923  | Demokrat              |
| Frederick Moore Vinson     | 24. Januar 1924 – 3. März 1929    | Demokrat              |
| Elva Roscoe Kendall        | 4. März 1929 – 3. März 1931       | Republikaner          |
| Frederick Moore Vinson     | 4. März 1931 – 3. März 1933       | Demokrat              |
| John Young Brown Sr.       | 4. März 1933 – 3. Januar 1935     | Demokrat              |
| John Marshall Robsion      | 3. Januar 1935 – 17. Februar 1948 | Republikaner          |
| William Lewis              | 24. April 1948 – 3. Januar 1949   | Republikaner          |
| James Stephen Golden       | 3. Januar 1949 – 3. Januar 1951   | Republikaner          |

## 10. Sitz (1813–1853/1873–1933)
| Name                      | Amtszeit                        | Partei                |
| ------------------------- | ------------------------------- | --------------------- |
| Thomas Montgomery         | 4. März 1813 – 3. März 1815     | Democratic Republican |
| Benjamin Hardin           | 4. März 1815 – 3. März 1817     | Democratic Republican |
| Thomas Speed              | 4. März 1817 – 3. März 1819     | Democratic Republican |
| Benjamin Hardin           | 4. März 1819 – 3. März 1823     | Democratic Republican |
| Francis Johnson           | 4. März 1823 – 3. März 1827     | Democratic Republican |
| Joel Yancey               | 4. März 1827 – 3. März 1831     | Democratic Republican |
| Christopher Tompkins      | 4. März 1831 – 3. März 1833     | Nationalrepublikaner  |
| Chilton Allan             | 4. März 1833 – 3. März 1837     | Whig                  |
| Richard Hawes             | 4. März 1837 – 3. März 1841     | Whig                  |
| Thomas Francis Marshall   | 4. März 1841 – 3. März 1843     | Whig                  |
| John Wooleston Tibbatts   | 4. März 1843 – 3. März 1847     | Demokrat              |
| John Pollard Gaines       | 4. März 1847 – 3. März 1849     | Whig                  |
| Richard Henry Stanton     | 4. März 1849 – 3. März 1855     | Demokrat              |
| Samuel Franklin Swope     | 4. März 1855 – 3. März 1857     | American Party        |
| John White Stevenson      | 4. März 1857 – 3. März 1861     | Demokrat              |
| John William Menzies      | 4. März 1861 – 3. März 1863     | Unionist              |
| John Duncan Young         | 4. März 1873 – 3. März 1875     | Demokrat              |
| John Blades Clarke        | 4. März 1875 – 3. März 1879     | Demokrat              |
| Elijah Conner Phister     | 4. März 1879 – 3. März 1883     | Demokrat              |
| John Daugherty White      | 4. März 1883 – 3. März 1885     | Republikaner          |
| William Preston Taulbee   | 4. März 1885 – 3. März 1889     | Demokrat              |
| John Henry Wilson         | 4. März 1889 – 3. März 1891     | Republikaner          |
| John Wilkerson Kendall    | 4. März 1891 – 7. März 1892     | Demokrat              |
| Joseph Morgan Kendall     | 21. April 1892 – 3. März 1893   | Demokrat              |
| Marcus Claiborne Lisle    | 4. März 1893 – 7. Juli 1894     | Demokrat              |
| William Morgan Beckner    | 3. Dezember 1894 – 3. März 1895 | Demokrat              |
| Joseph Morgan Kendall     | 4. März 1895 – 18. Februar 1897 | Demokrat              |
| Nathan Thomas Hopkins     | 18. Februar 1897 – 3. März 1897 | Republikaner          |
| Thomas Young Fitzpatrick  | 4. März 1897 – 3. März 1901     | Demokrat              |
| James Bamford White       | 4. März 1901 – 3. März 1903     | Demokrat              |
| Francis Alexander Hopkins | 4. März 1903 – 3. März 1907     | Demokrat              |
| John Wesley Langley       | 4. März 1907 – 11. Januar 1926  | Republikaner          |
| Andrew Jackson Kirk       | 13. Februar 1926 – 3. März 1927 | Republikaner          |
| Katherine Gudger Langley  | 4. März 1927 – 3. März 1931     | Republikaner          |
| Andrew Jackson May        | 4. März 1931 – 3. März 1933     | Demokrat              |

## 11. Sitz (1823–1843/1883–1933)
| Name                     | Amtszeit                            | Partei                |
| ------------------------ | ----------------------------------- | --------------------- |
| Philip Thompson          | 4. März 1823 – 3. März 1825         | Democratic Republican |
| William Singleton Young  | 4. März 1825 – 20. September 1827   | parteilos             |
| John Calhoon             | 5. November 1827 – 7. November 1827 | Nationalrepublikaner  |
| Thomas Chilton           | 22. Dezember 1827 – 3. März 1831    | Democratic Republican |
| Albert Gallatin Hawes    | 4. März 1831 – 3. März 1833         | Demokrat              |
| Amos Davis               | 4. März 1833 – 3. März 1835         | Nationalrepublikaner  |
| Richard French           | 4. März 1835 – 3. März 1837         | Demokrat              |
| Richard Hickman Menefee  | 4. März 1837 – 3. März 1839         | Whig                  |
| Landaff Watson Andrews   | 4. März 1839 – 3. März 1843         | Whig                  |
| Frank Lane Wolford       | 4. März 1883 – 3. März 1887         | Demokrat              |
| Hugh Franklin Finley     | 4. März 1887 – 3. März 1891         | Republikaner          |
| John Henry Wilson        | 4. März 1891 – 3. März 1893         | Republikaner          |
| Silas Adams              | 4. März 1893 – 3. März 1895         | Republikaner          |
| David Grant Colson       | 4. März 1895 – 3. März 1899         | Republikaner          |
| Vincent Boreing          | 4. März 1899 – 16. September 1903   | Republikaner          |
| Whiteside Godfrey Hunter | 10. November 1903 – 3. März 1905    | Republikaner          |
| Don Calvin Edwards       | 4. März 1905 – 3. März 1911         | Republikaner          |
| Caleb Powers             | 4. März 1911 – 3. März 1919         | Republikaner          |
| John Marshall Robsion    | 4. März 1919 – 10. Januar 1930      | Republikaner          |
| Charles Finley           | 15. Februar 1930 – 3. März 1933     | Republikaner          |

## 12. Sitz (1823–1843)
| Name                      | Amtszeit                         | Partei                |
| ------------------------- | -------------------------------- | --------------------- |
| Robert Pryor Henry        | 4. März 1823 – 25. August 1826   | Democratic Republican |
| John Flournoy Henry       | 11. Dezember 1826 – 3. März 1827 | Nationalrepublikaner  |
| Chittenden Lyon           | 4. März 1827 – 3. März 1833      | Democratic Republican |
| Thomas Alexander Marshall | 4. März 1833 – 3. März 1835      | Nationalrepublikaner  |
| John Chambers             | 4. März 1835 – 3. März 1839      | Whig                  |
| Garrett Davis             | 4. März 1839 – 3. März 1843      | Whig                  |

## 13. Sitz (1833–1843)
| Name                     | Amtszeit                    | Partei   |
| ------------------------ | --------------------------- | -------- |
| Richard Mentor Johnson   | 4. März 1833 – 3. März 1837 | Demokrat |
| William Wright Southgate | 4. März 1837 – 3. März 1839 | Whig     |
| William Orlando Butler   | 4. März 1839 – 3. März 1843 | Demokrat |